# Секеї

Розселення секеїв та чанґо.

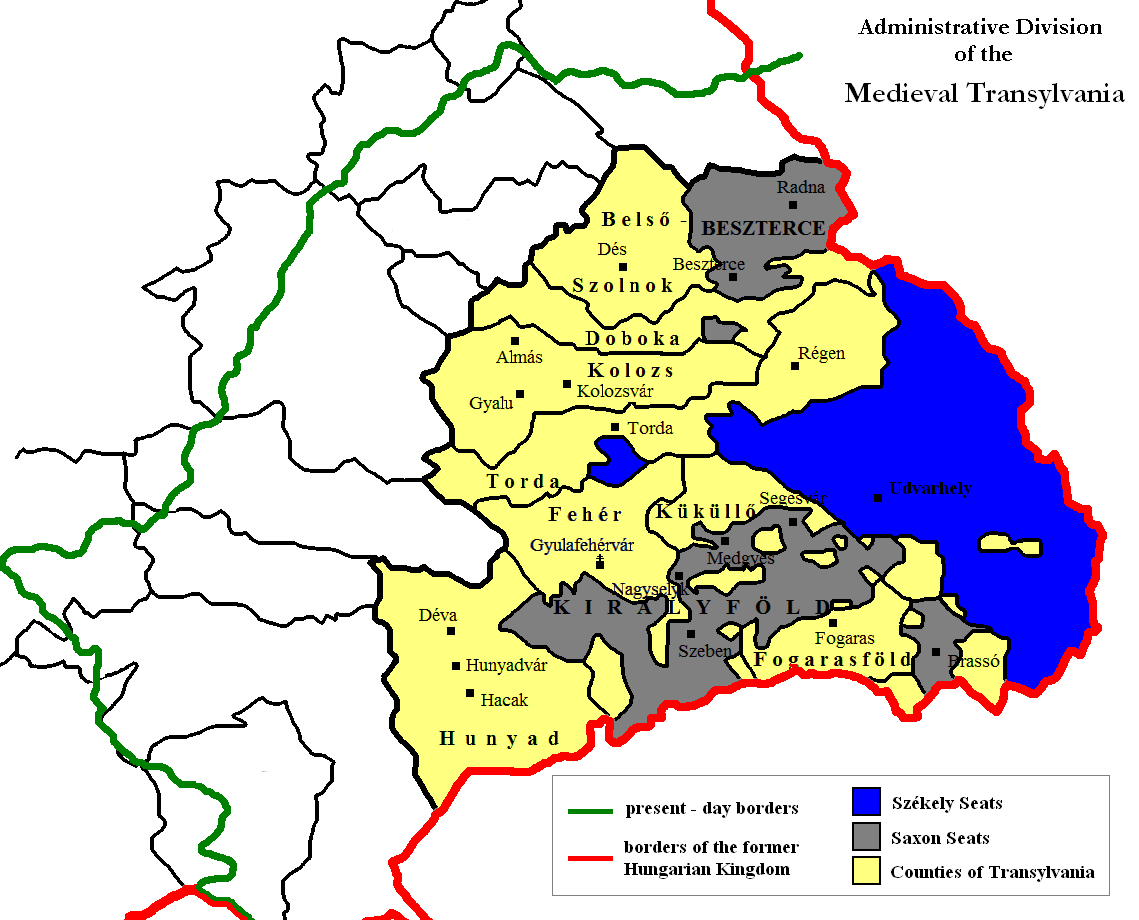
Етнічна мапа середньовічної Трансильванії:
Секеї
Трансильванські сакси
Угорські та волоські (змішані) округи

Секе́ї (угор. Székely, угор.рун. 𐳥𐳋𐳓𐳉𐳗; рум. Secui; одн. секей, секейка) — етнічна група мадярів у Румунії. Іншою відомою мадярською етнічною групою в Румунії є чанґо, що проживають у Румунській Молдові.
У 3 адміністративних районах Румунії — Харгіта (Harghita), Ковасна (Covasna) та Муреш (Mureş) — компактно проживають близько 670 000 секеїв.
Багато секеїв також живе у Сербії (автономний край Воєводина).
З часів середньовіччя відомі як відважні воїни.
У складі Союзу Трьох Націй (Unio Trium Nationum) деякий час володарювали у Трансильванії.
Іван Франко вважав секеїв-сікулів українським племенем в Заліссі-Трансильванії.
Етнологія секеїв не є остаточно вивченою. Самі вони виводять свої корені від мадярів, хоча їхніх предків свого часу шукали серед аварів, ґепідів, скіфів або гунів. Можливо, під секеями-секлерами-сікулами треба вважати мадяризованих русинів-українців. На присутність русинів-українців у Трансильванії вказують численні гідроніми та топоніми.